# داميان فيتزباتريك
داميان فيتزباتريك (بالإنجليزية: Damien Fitzpatrick)‏ هو لاعب اتحاد الرغبي أسترالي، ولد في 8 يونيو 1989 في سيدني في أستراليا.

## وصلات خارجية
- داميان فيتزباتريك عل موقع إسبنسكروم (الإنجليزية)
- داميان فيتزباتريك على موقع ItsRugby.co.uk (الإنجليزية)